# زرگران
زرگران (انگلیسی: Zərgəran) یک منطقهٔ مسکونی در جمهوری آذربایجان است.